# Ashby (Suffolk)
Ashby is een plaats in het Engelse graafschap Suffolk. De Mariakerk van Ashby, waarvan het schip uit de dertiende eeuw stamt, staat op de Britse monumentenlijst.